# Гойське
Гойське (рос. Гойское) — село у Урус-Мартановському районі Чечні Російської Федерації.
Населення становить 1943 особи. Входить до складу муніципального утворення Гойське сільське поселення.

## Історія
Згідно із законом від 14 липня 2008 року органом місцевого самоврядування є Гойське сільське поселення.

## Населення
| 1990 | 2002  | 2010  |
| ---- | ----- | ----- |
| 1593 | ↗2036 | ↘1943 |